# Білий колір
Бі́лий ко́лір — це ахроматичний колір, точніше зорова рівноважна сукупність усіх кольорів видимого спектра сонячного світла, сприймана людиною. Має найвищу яскравість, відтінок — 0. Білий колір може бути створений шляхом поєднання трьох основних кольорів — червоного, зеленого і синього (RGB-модель), або жовтого, пурпурового і блакитного (CMYK-модель) — у рівних концентраціях при найвищій яскравості. Таким чином, білий — найяскравіший відтінок сірого. Білого кольору може бути вівця, хмаринка.

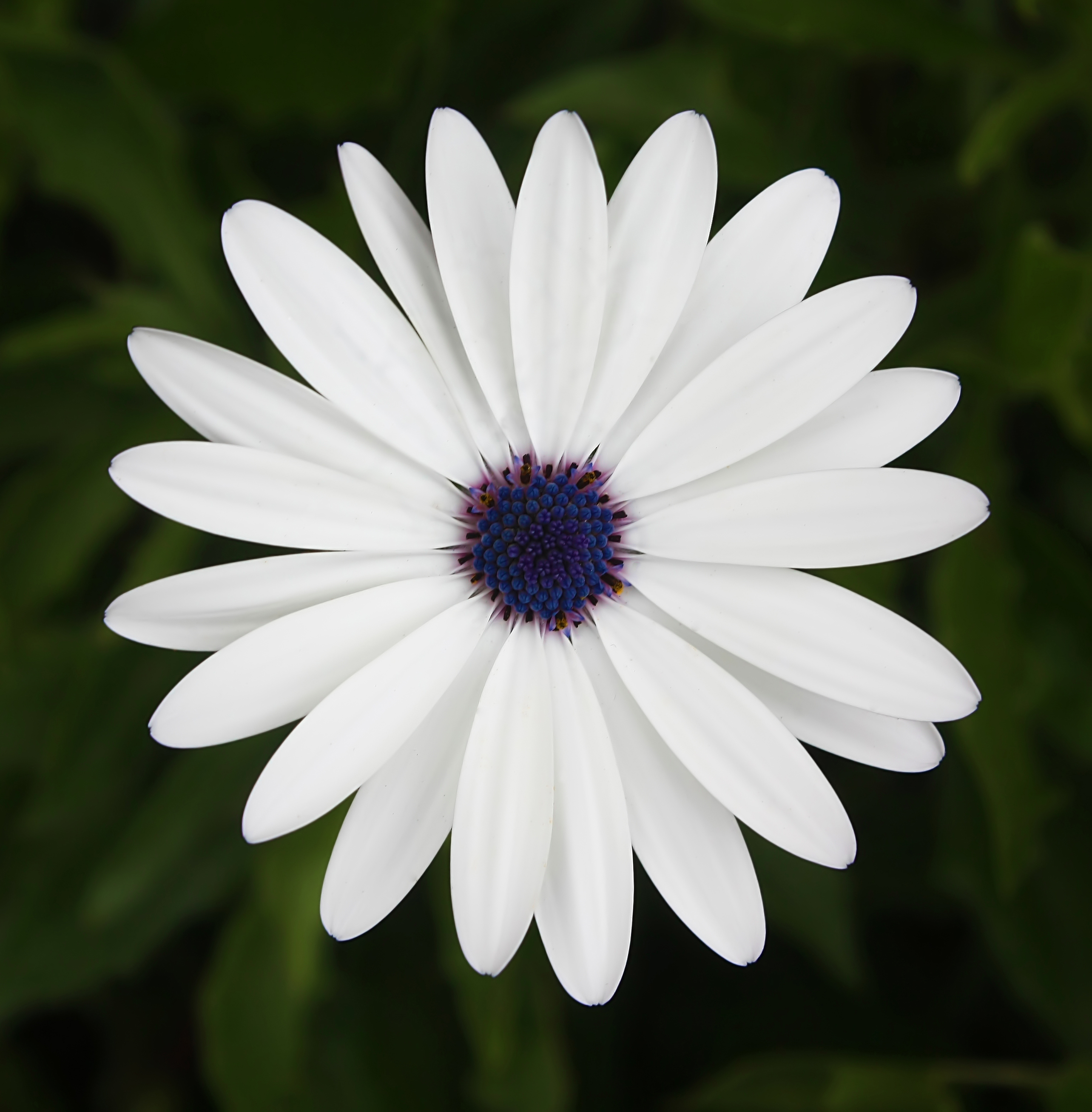

Світло, яке здається людському оку білим, насправді складається з електромагнітних хвиль різної частоти і відповідно довжини хвилі. Його можна розкласти в спектр за допомогою призми.

## Білий колір в українській народній символіці
Бі́ла ба́рва в українській народній символіці символ чистоти: «Я матері догоджу, постіль білу постелю».
«Взяв білу сорочку» — себто, чисту (за словником Грінченка).

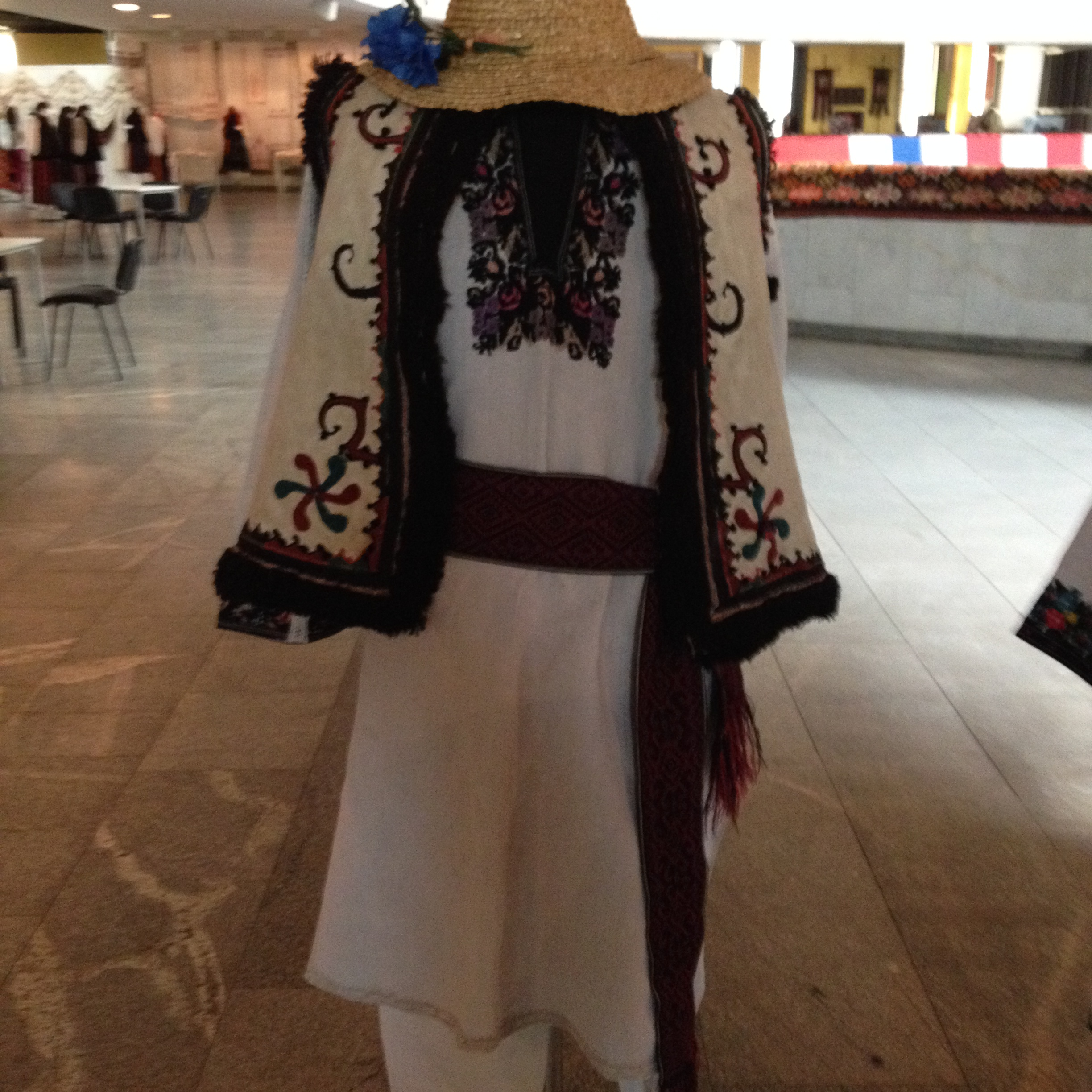
Українська біла вишиванка

Відповідно до цього, білий колір символ і моральної чистоти: «Не жаль мені тої хустки, що на біло пряла. А жаль мені Василечка, що вірно кохала…»
Або:
Ой у лузі калина білим цвітом зацвіла,
Пішли її дружки рвати,
Не далася ламати.
Аж пішла Марисенька нарвала, наламала
Та й внесла до світлоньки
Межи краснії дівоньки…
Фізична чистота в'яжеться з красою: — «Причарувало біле личенько.»
На заході України епітет «білий» в розумінні гарний зустрічається досить часто, і то не тільки в пристосуванні до дівчат та жінок: «Біла дівчина», але й «Білий молодець» (Головацький, II, ст. 11 IV, ст. 62—63). І навіть — «біле дитя, на ім'я Максим» (Чубинський. III. ст. 392).
Моральна чистота в'яжеться зі святістю: «Білий тиждень» — страсний тиждень. «По білому співати» — співати церковні пісні.
На Волині «білим тижнем» називали п'ятий тиждень Великого Посту, бо тоді звичайно білили хати перед великодніми святами, а також сіяли розсаду капусти — «щоб була біла, велика і тверда» (Кіев. Стар., 1895, V, ст. 71).
У єгиптян, греків і римлян жерці вбиралися в біле. Римляни для бенкетів, що були перше релігійною установою, завжди вбиралися в біле. І досі церква, після великодня, вбирається в біле, і янголи, на знак радощів, з'являються в білому.
Білий колір символізує денне сонячне світло і взагалі тутешнє наше земне життя в протиставленні до чорної ночі та підземного потойбічного світу: «Хведір умер, і сама я осталася на білому світі.»
Не співає, — як сирота,
Білим світом нудить…
(Т. Шевченко)
У зв'язку, мабуть, із символікою святості, білий колір був у нас подекуди й символом жалоби. Так, на Покутті звичай вимагав, щоб воли, якими везли покійника, були білі (Анучин: «Древности», XIV, 136).
На Гуцульщині, на знак, що в хаті є покійник, вішали знадвір'я над вікном білу перемітку (Мат. для укр. етн., НТШ, V, 242).
На знак жалоби і в пісні співається: «Під білою березою козаченька вбито…»
Біла барва, як жалоба, відома в багатьох народів. У єгиптян, особи, що везли похоронні санки (бо й там, як у нас в старовину, санки складали частину поховального обряду), мали білий шарф, чи рушник, через плече.
Давні римлянки, імператорської доби, почали були вбиратися, на знак жалоби по своєму чоловікові, в біле, — це мало б символізувати їх чистоту щодо нього. Французькі королеви, коли були вдовами, завжди, на знак жалоби, носили білі сукні. Тому їх і знали — «білі королеви».
Біла барва ще досі символізує жалобу в і Китаї, і північно-американська нафтова компанія Стандарт Ойл дорого заплатила за своє незнання народної символіки: пофарбувала була всі свої розподільники нафти в тій країні на біло, і з тим наслідком, що як висловлюється Навард Кетчам, — «навіть і коти обходили їх десятою дорогою» («Селексіонес» 1943, IX, 25), аж поки Стандарт Ойл не перефарбувала ті свої розподільники в іншу барву.
В давні часи (Київська Русь) кольором позначалися також сторони світу. Так білим був позначений захід (наприклад білі хорвати — західні хорвати).

## Інші асоціації
- Традиційний геральдичний колір монархістів
- Перевага білих — ідеологія білого расизму
- Біла гарячка